# Danjonmåne

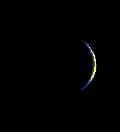
Danjonmåne fotograferad i Örnsköldsvik 2004.

Danjonmåne definieras som en mycket tunn månskära som är synlig inom 24 timmar från nymåne. Begreppet myntades av, och har fått låna sitt namn av, den franske astronomen André-Louis Danjon. Begreppet avsåg till att börja med den minsta vinkeln mellan månen och solen, då månen var möjlig att observera och sattes på 1930-talet av Danjon till ungefär 7 grader. Senare beräkningar har givit vid handen att elongationen är ungefär 10,5 grader.
Numera används istället antalet timmar från nymåne, vilket är ett begrepp som är förståeligt även för lekmannen. 
Under danjonfasen, 24 timmar före och efter den exakta tidpunkten för nymåne, är inte månens halvcirkel utbildad och månskäran ger då inte sitt vanliga intryck av att vara helt rund.
De huvudsakliga faserna för månen är nymåne, halvmåne och fullmåne. Nymånen är den fas där månen är helt mörk. Av dessa tre faser ligger danjonmånen närmast nymånen. Det är dock riktigare att tala om danjonmånen som en månskära eller en måne i det första eller fjärde kvarteret.
Vid en danjonmåne i det första kvarteret talas även om nytändning.

Månens faser, sedda från norra halvklotet